# Ajangiz
Ajangiz – gmina w Hiszpanii, w prowincji Biskaja, w Kraju Basków, o powierzchni 7,35 km². W 2011 roku gmina liczyła 457 mieszkańców.